# Golden Lake, Ontario
Golden Lake är en sjö i Kanada.   Den ligger i countyt Renfrew County och provinsen Ontario, i den sydöstra delen av landet, 130 km väster om huvudstaden Ottawa. Golden Lake ligger 167 meter över havet. Arean är 37 kvadratkilometer. Den sträcker sig 6,5 kilometer i nord-sydlig riktning, och 11,6 kilometer i öst-västlig riktning.
I omgivningarna runt Golden Lake växer i huvudsak blandskog. Runt Golden Lake är det mycket glesbefolkat, med 2 invånare per kvadratkilometer.